# Carte de Juan de la Cosa

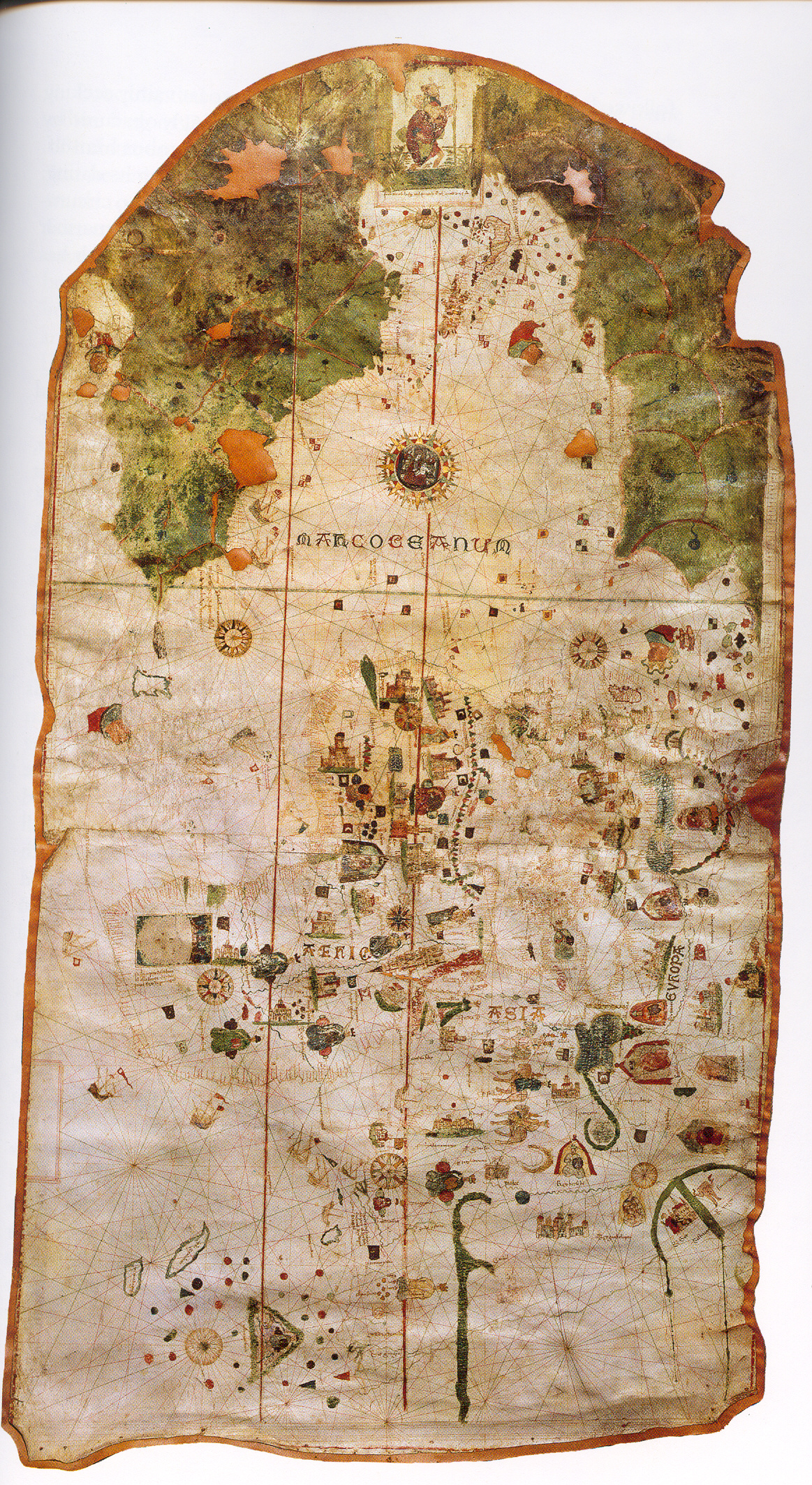
Le Nouveau Monde apparaît dans la partie supérieure (en vert) et l'Ancien Monde dans la partie centrale et inférieure (en blanc).

La carte de Juan de la Cosa est un planisphère dessiné en 1500 par l'explorateur et cartographe espagnol Juan de la Cosa. Elle contient la première représentation connue des territoires récemment découverts dans le Nouveau Monde. Elle est exposée au Museo Naval de Madrid.

## Description

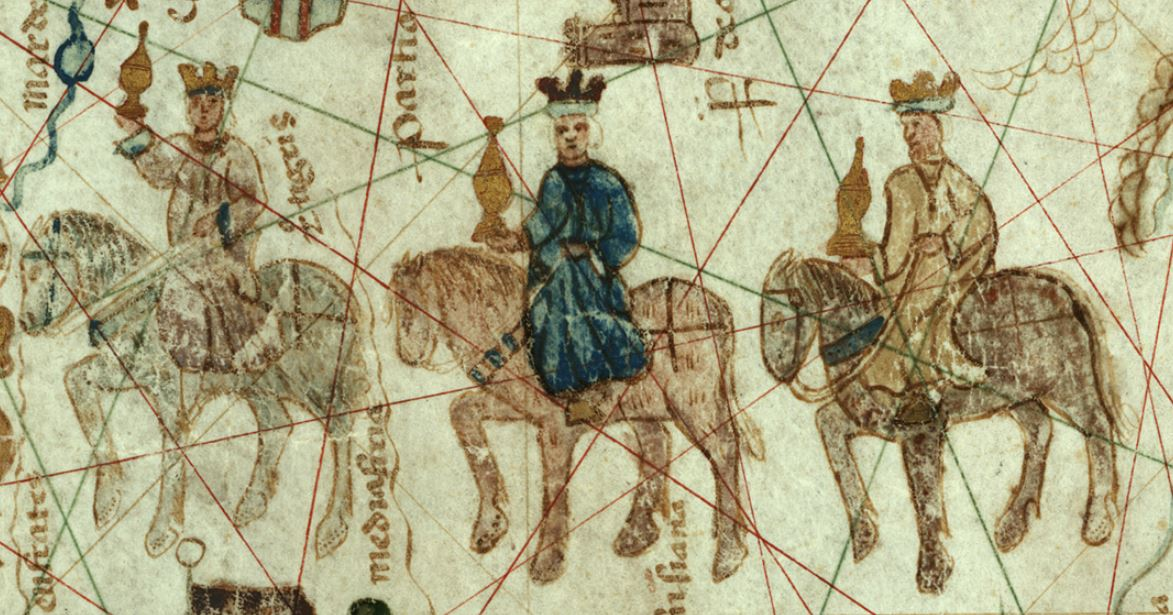
Les Rois Mages, personnages à la fois bibliques et légendaires, en Asie.

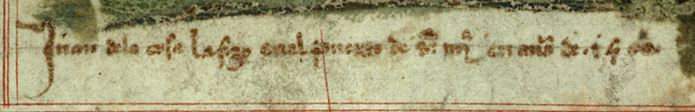
Texte de la carte indiquant l'auteur, le lieu et la date de réalisation.

La carte est dessinée sur deux pièces jointes de parchemin, et mesure 96 × 183 centimètres. Le haut de la carte (côté ouest) est arrondi, cela est dû à la forme de la peau de l'animal qui a servi à la fabrication du parchemin. Au sommet se trouve une illustration de saint Christophe traversant la rivière, l'enfant Jésus sur les épaules. Inspirée d'une estampe de Martin Schongauer, elle est une allusion évidente à Christophe Colomb. Sous celle-ci une inscription indique le nom de l'auteur : Juan de la cosa la fizo en el puerto de S: maa en año de 1500.
La calligraphie est soignée, en particulier pour les noms des continents et le Mare Oceanum figurant au milieu de l'océan Atlantique. Cependant, de nombreuses autres inscriptions sont illisibles.
La carte même est un portulan comportant plusieurs routes loxodromiques. Trois grandes lignes y figurent : l'équateur et le tropique du Cancer, ainsi que la ligne nord-sud de démarcation établie par le traité de Tordesillas.
La surface des mers est assez sobre, on y trouve surtout des roses des vents et quelques navires représentatifs de l'époque. L'intérieur des continents est abondamment illustré : dans chaque royaume figure l'effigie des souverains, à Babylone se trouve la Tour de Babel, aux confins de la mer Rouge on voit la reine de Saba brandissant une épée, et les rois mages traversent l'Asie vers la Syrie.
Les territoires conquis sont indiqués avec des drapeaux représentant les conquérants, suivant l'usage de l'époque.
L'attrait principal de la carte est la représentation du Nouveau Monde, des Antilles à l'Amazone. Parmi les noms représentés, on trouve Costa Anegada (côte submergée) et Mare Dulces (mer d'eau douce) près du delta de l'Orénoque, Venezuela (petite Venise) près du lac Maracaibo, ou bien Bocas del Dragon (bouche du dragon) près de Trinidad. Cuba est représentée comme une île, alors que Colomb était persuadé qu'elle faisait partie du continent asiatique, et que le premier tour de l'île n'est fait qu'en 1508.
Les quelques ébauches de l'Amérique du Nord, c'est-à-dire la côte de Terre-Neuve et le Labrador, suggèrent que de la Cosa a eu connaissance du voyage de John Cabot en 1497. Les terres sont représentées avec cinq drapeaux anglais et près de ces côtes se trouve la légende Mar descubierto por ingleses (mer découverte par les Anglais). Cependant, la correspondance de cette représentation avec les côtes réelles n'a jamais pu être établie avec certitude.

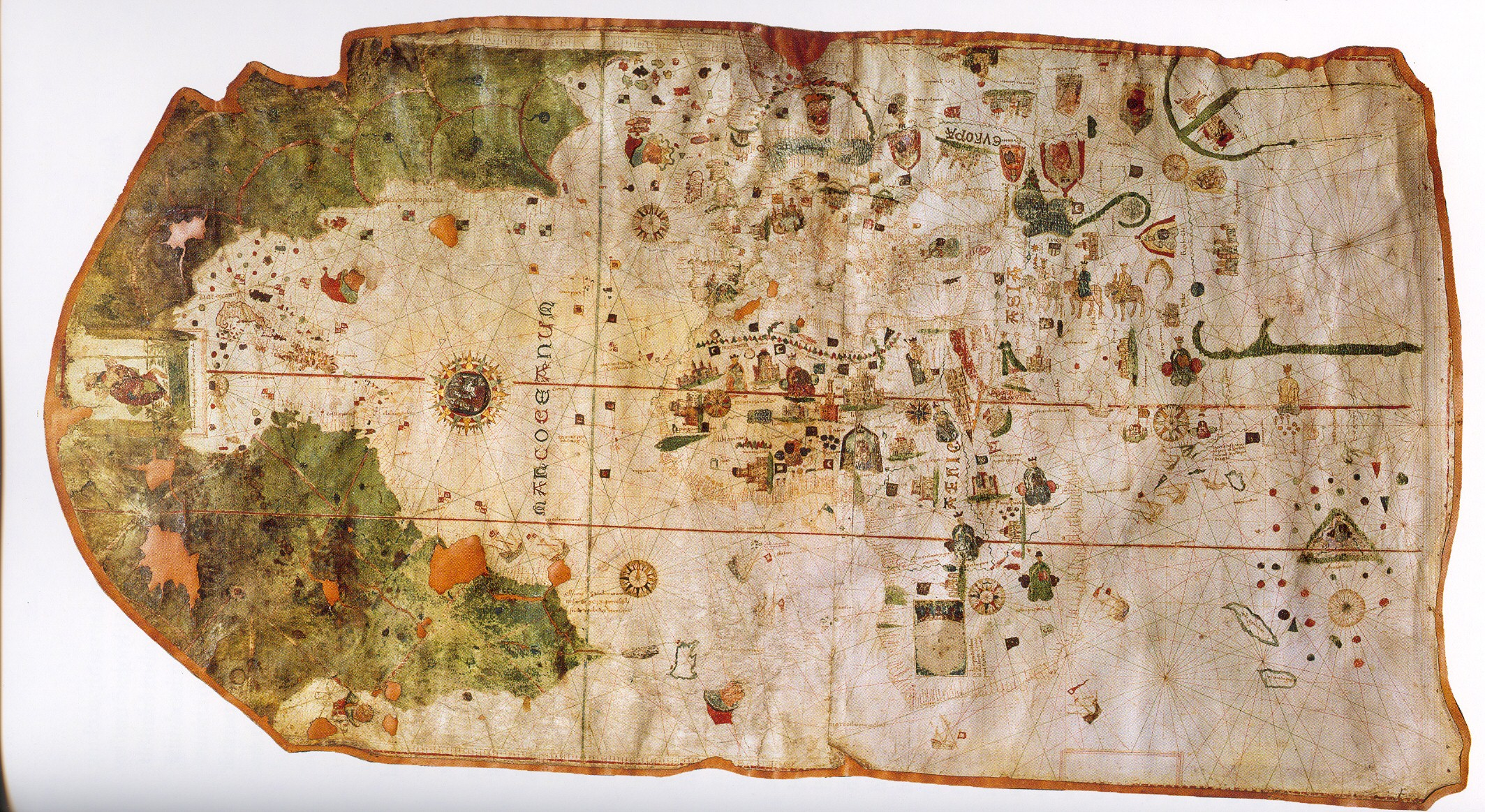
Carte tournées de 270°
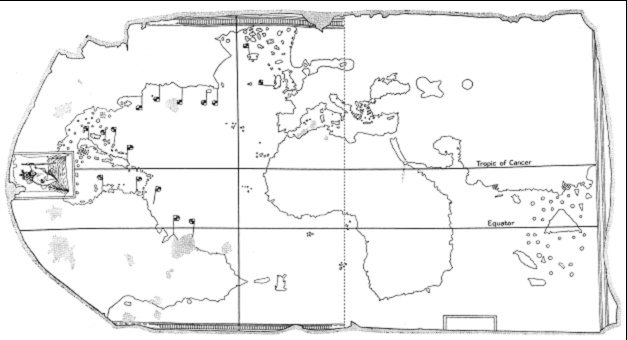
Correspondance avec une carte moderne

## Histoire
Juan de la Cosa a vraisemblablement dessiné cette carte au retour de son quatrième voyage en 1499-1500, à l'intention de Ferdinand II d'Aragon et d'Isabelle Ire de Castille. Elle a vraisemblablement été déposée à la Casa de Contractatíon de las Indias de Séville, où les cartes étaient archivées.
En 1514, elle se trouve chez l'évêque de Burgos, Juan Fonseca, ancien président de la Casa de Contractatíon. Elle rejoint plus tard le Vatican.
En 1810, à la suite de l'invasion de Napoléon Ier, une grande partie des archives secrètes du Vatican sont transférées à Paris. Après son abdication, elles sont retournées au Saint-Siège, mais de nombreuses pièces sont laissées sur place, dont la carte.
Charles Athanase Walckenaer, cofondateur de la Société de géographie de Paris, la découvre en 1832 chez un marchand et l'achète. Elle est rachetée à sa mort par le gouvernement espagnol, et se trouve aujourd'hui au Museo Naval de Madrid.